# Office franco-allemand pour la transition énergétique
 (mai 2016).
L’Office franco-allemand pour la transition énergétique (OFATE) est une association qui a pour mission de promouvoir l’échange d’informations et d’expériences entre les ministères français et allemand, les entreprises, les syndicats professionnels, les centres de recherche ainsi qu’entre les communes et régions dans le domaine des énergies renouvelables et de la transition énergétique,.

## Historique
L’OFATE a été créé en 2006 à l’initiative du Ministère français délégué à l’Industrie et du Ministère fédéral de l’Environnement allemand (BMUB) sous le nom de « Bureau de coordination énergie éolienne ». Après une première phase d’élargissement des activités au domaine de l’énergie solaire en 2011, l’association a évolué début 2013 à l’occasion du 50e anniversaire du Traité de l’Élysée en « Office franco-allemand pour les énergies renouvelables », à la suite de la signature d’une déclaration commune des ministres de l’Écologie français et allemand,,. A l’occasion du dixième anniversaire de l’association, le Conseil des ministres franco-allemand du 7 avril 2016 à Metz a renommé l'organisation « Office franco-allemand pour la transition énergétique » et a élargi son périmètre d'actions aux sujets de l’efficacité énergétique.
Le rôle essentiel de l'OFATE dans l’échange entre les organismes publics et privés concernant les questions de transition énergétique est réaffirmé en juillet 2018 par les ministres Nicolas Hulot et Peter Altmeier dans une déclaration commune sur la coopération énergétique franco-allemande.
Au cours de l’année 2019, l’OFATE a intégré les aspects sociétaux, écologiques et économiques de la transition énergétique à son travail. La gouvernance de l’OFATE a également été révisée, accordant une nouvelle place au monde de la recherche dans son comité de pilotage.
Les thématiques Industrie, Hydrogène et Mobilité ont été incorporées au domaine d’activité de l’OFATE entre 2022 et 2024,.

## Domaines de travail
Les périmètres de travail de l’OFATE sont actuellement les suivants : 
- Énergie éolienne
- Énergie solaire photovoltaïque
- Bioénergies
- Systèmes & marchés
- Efficacité & chaleur
- Industrie
- Hydrogène
- Mobilité
- Société, environnement & économie

## Activités
Faciliter et intensifier l’échange entre les différentes parties prenantes allemandes et françaises de la transition énergétique fait partie intégrante des missions de l’OFATE. Pour atteindre cet objectif, l’OFATE offre à ses adhérents différents services. Ceux-ci comprennent notamment des conférences sur des sujets techniques, juridiques ou économiques, des séminaires, webinaires ainsi que des visites de sites, au cours desquels les sujets actuels sont discutés et la mise en réseau des participants se trouve renforcée. En outre, l’OFATE publie des notes techniques sur les thèmes principaux énoncés ci-dessus, ainsi que des traductions de documents techniques tels que des appels d’offres, des textes de loi des deux pays et des études spécialisées.

## Adhérents et financement
Les activités de l’OFATE sont financées à hauteur de 50 % par les fonds publics mis à disposition par la France et l’Allemagne et à 50 % par les cotisations des adhérents.
Outre le Ministère fédéral allemand de l’Économie et de la Protection du Climat (BMWK) et le ministère de l’Économie, des Finances et de la Souveraineté industrielle et numérique (MEFSIN), plus de 250, parmi lesquels des PME et grandes entreprises (développeurs de projets, constructeurs, cabinets d’études, gestionnaires de réseaux, banques…) mais aussi des ONG ainsi que des instituts de recherche.

## Organisation
Le comité de pilotage de l’OFATE est composé de 21 représentants issus des ministères, des universités et instituts de recherche et des entreprises et organisations adhérentes, élus pour une durée de trois ans,.
Depuis sa création en 2006 et jusqu'en 2014, le siège de l’OFATE se trouvait au sein du Ministère fédéral de l’Environnement (BMUB) à Berlin. Aujourd'hui, il se trouve au Ministère fédéral allemand de l’Économie et de la Protection du Climat (BMWK). Depuis 2013, l’organisation dispose également d’un bureau au ministère de l’Économie, des Finances et de la Souveraineté industrielle et numérique (MEFSIN) à Paris.